# Сулкет
Сулке́т — село в Куйтунском районе Иркутской области России. Входит в Алкинское муниципальное образование.

## География
Находится на правом берегу реки Алки (левый приток Оки),  в 12 км к северо-западу от районного центра, пгт Куйтун, и в 6 км к юго-востоку от центра сельского поселения, села Алкин.

## Население
| 2002 | 2010 | 2011 | 2012 |
| ---- | ---- | ---- | ---- |
| 294  | ↘211 | ↘210 | ↘207 |

По данным Всероссийской переписи, в 2010 году в селе проживало 211 человек (106 мужчин и 105 женщин).